# Creativerse
Creativerse é um jogo de sobrevivência, sandbox, desenvolvido pela Playful Corp para sistemas operacionais Microsoft Windows e macOS. Inspirado no famoso jogo Minecraft, ele também acontece em um mundo de blocos gerados preceduralmente onde jogadores interagem com suas flora e fauna, "crafitam" itens e fazem suas construções. Foi lançado como um títulos de acesso antecipado na Steam em agosto de 2014 e lançado oficialmente em maio de 2017 de forma gratuita.

## Modo de jogar
Creativerse coloca os jogadores de posse de uma manopla futurista que permite manipular a matéria. Depois de personalizar a aparência de seu avatar, os jogadores são liberados em um mundo proceduralmente gerado. As dicas das ferramentas fornecem aos jogadores o conhecimento dos fundamentos da jogabilidade e dão orientação à medida que se propõem a explorar o mundo. Os jogadores podem criar ou participar de mundos públicos, "dar claim" nas suas áreas para proteger suas criações e personalizar seu próprio mundo através do uso de ferramentas de administração do jogo.
A progressão no Creativerse é alcançada através do sistema de receita em expansão. Os jogadores coletam e refinam recursos exclusivos dos vários biomas e camadas do mundo e, em seguida, utilizam esses recursos para criar armas, ferramentas, itens e materiais de construção. À medida que os jogadores progridem em "crafitar", eles desbloqueiam receitas mais avançadas, que incluem mining cells, extratores e stations.

## Itens do jogo
As mining cells aprimoram a manopla do jogador e permitem que ela colete materiais das camadas mais profundas do mundo. Os extratores são usados para reunir recursos preciosos como metal e carvão, e as stations quebram recursos para diferentes usos.
Algumas receitas raras só podem ser encontradas através de combate ou exploração, enquanto outras "aparecem" apenas durante eventos sazonais.

## Versão pro
Embora o jogo seja gratuito, roupas premium, pacotes de receita e uma versão "pro" do jogo estão disponíveis para os jogadores comprarem na loja do jogo. A versão "pro" fornece aos jogadores 20 espaços extras no inventário, a capacidade de criar quantos mundos quiserem e outras vantagens como uma lanterna e um planador.

## Desenvolvimento
Creativerse começou como um título pay-to-play, mas mudou para um modelo de negócios free-to-play ao entrar no Steam Early Access em 13 de agosto de 2014. O jogo continua recebendo atualizações gratuitas e regulares que melhoram ou aumentam sua jogabilidade e seus recursos principais. Modelos de avatares atualizados e totalmente personalizáveis foram adicionados ao jogo em maio de 2016. No mês de janeiro seguinte, a Atualização Machines Evolved introduziu máquinas baseadas em lógica e vinculáveis que davam aos jogadores a capacidade de adicionar experiências interativas às suas construções. Os jogadores receberam a capacidade de compartilhar suas construções e experiências publicamente na forma de "Adventures", que estreou em 22 de fevereiro de 2017. Naquele verão, o atualização revolucionária "Blueprint" trouxe a integração do Workshop da Steam ao jogo e permitiu aos jogadores a captura e o  compartilhamento de suas criações para uso no mundo de outros jogadores.